# Fernando Arismendi
José Fernando Arismendi Peralta (Paso de los Toros, Uruguay, 31 de marzo de 1991) y es un futbolista uruguayo. Juega de mediocampista y su actual equipo es el Gualberto Villarroel de la Primera División de Bolivia.

## Trayectoria
Jugó al Baby Fútbol en El Tanque de Paso de los Toros y en Sportivo Yi de Durazno. Después hizo Sub-15 en Huracán de Paso de los Toros. Con 15 años llegó a Montevideo, empezó en la sub-16 de Defensor.

## Clubes
| Club                     | País    | Año               |
| ------------------------ | ------- | ----------------- |
| Academia Rodax           | Uruguay | Inferiores        |
| Defensor Sporting        | Uruguay | 2011 - 2012       |
| Rampla Juniors           | Uruguay | 2013              |
| Rocha                    | Uruguay | 2013 - 2014       |
| Sud América              | Uruguay | 2014 - 2015       |
| Cafetaleros de Tapachula | México  | 2016              |
| Celaya Fútbol Club       | México  | 2016              |
| Club Atlético Cerro      | Uruguay | 2017              |
| Delfín Sporting Club     | Ecuador | 2018              |
| Everton                  | Chile   | 2019              |
| Blooming                 | Bolivia | 2020 - 2021       |
| Albion                   | Uruguay | 2021              |
| Blooming                 | Bolivia | 2022 - 2024       |
| Gualberto Villarroel     | Bolivia | 2025 - Actualidad |

## Palmarés
| Título                        | Club           | País    | Año  |
| ----------------------------- | -------------- | ------- | ---- |
| Campeonato Sub-14 de Invierno | Academia Rodax | Uruguay | 2008 |
| Segunda División de Uruguay   | Albion         | Uruguay | 2021 |

- Copa Libertadores Sub-20: 2012

- Campeonato Sub-12 Verano: 2006